# 麒麟座V653
麒麟座V653，又名BD-06 1439，HD 42536、SAO 132924、HR 2195，是麒麟座的一颗恒星，视星等为6.15，位于銀經214.41，銀緯-12.05，其B1900.0坐标为赤經6h 6m 9.7s，赤緯-6° -12.05′ 59″。